# SD Sloboda Đakovo
SD Sloboda Đakovo bio je nogometni klub iz grada Đakova. 

## Povijest
Odmah po završetku 2. svjetskog rata, tijekom i nakon kojega su ugašeni gradski nogometni klubovi ŠK Certissa Đakovo i ŠK Građanski Đakovo, osnovano je "Fiskulturno društvo Sloboda Đakovo" s nogometnom sekcijom. Prvu nogometnu utakmicu klub je odigrao protiv momčadi "JNA" u kolovozu 1945. godine.
Ubrzo nakon osnutka mijenja ime u "Sportsko društvo Sloboda" te nastavlja nastupati na igralištu u gradskoj četvrti "Pazarište", kojim su se prethodno koristili ugašeni klubovi "ŠK Certissa" i ŠK Građanski". 

Tijekom godina "Sloboda" ne postiže značajnije uspjehe u nogometnom prvenstvu regije iz razloga što u gradu Đakovu u to vrijeme djeluje i nogometni klub ĐŠK Đakovo.
U cilju poboljšanja razine kvalitete nogometa u Đakovu, dana 9. veljače 1962. godine "ĐŠK" na svojoj godišnjoj skupštini donosi odluku o pripajanju sportskom društvu "Sloboda". Nedugo potom, dana 11. veljače 1962. godine "SD Sloboda" prihvaća navedenu odluku o ujedinjenju s "ĐŠK"-om te mijenja ime u "SD Jedinstvo Đakovo".
U razdoblju od 1945. do 1962. godine predsjednici Slobode su bili Josip Zubek, Dušan Lukić, Stjepan Sitarić, Jovan Dragić i Antun Kovačić. 

## Klupski uspjesi
Prve značajnije uspjehe klub bilježi već ubrzo nakon osnutka, 1946. godine, kada juniori "Slobode" postaju apsolutni prvaci Slavonije pobjedom u finalu nad Jedinstvom iz Požege rezultatom 8:1. No isti zbog financijskih razloga ne putuju na prvenstvo Hrvatske u Split, na koje umjesto njih odlaze juniori Jedinstva iz Požege, koji tamo ne ostvaruju značajniji rezultat.

1950. godine u prvenstvu Druge zone "Sloboda" zauzima 5. mjesto, a iste godine osvaja prvo mjesto u Brodskoj skupini i naslov prvaka Osječke oblasti pobjedama nad Beljem iz Kneževa rezultatima 4:2 i 8:2 u uzvratu te izravno ulazi u sjevernu skupinu hrvatske lige. 

1951. godine "Sloboda" se, bez većeg iskustva, natječe u sjevernoj skupini Hrvatske lige gdje osvaja samo 15 bodova, što na kraju nije bilo dovoljno za opstanak u ligi.

Hrvatska liga - Sjever: 10. SD Sloboda Đakovo 20 6 3 11 29:46 15 

### Natjecanje za Kup
U natjecanju za tadašnji Kup maršala Tita, dana 24. kolovoza 1952. godine, Sloboda postiže najznačajniji uspjeh nastupom u šesnaestini finala protiv NK Jedinstvo Zemun, te gubi nakon produžetaka rezultatom 1:3 (1:1 u regularnom dijelu) i ispada iz daljnjeg natjecanja. 